# Roland JX-8P
Le Roland JX-8P est un synthétiseur analogique polyphonique commercialisé par le constructeur Roland entre 1985 et 1989, peu avant l'ère des synthétiseurs numériques tels le D-50. Il sera suivi en 1986 par le Super JX, qui correspond à un double JX-8P. Son interface est numérique et pour faciliter l'édition des sons il existe un programmateur optionnel externe, le Roland PG-800 qui, grâce a de nombreux boutons et curseurs, donne un accès direct à la totalité des réglages sonores.

## Synthèse
Le JX-8P produit des sons par synthèse soustractive. Il utilise des oscillateurs analogiques DCO contrôlés numériquement qui offrent une parfaite stabilité, contrairement aux VCO. Chaque voix dispose de DCOs. Les DCO peuvent être synchronisés entre eux de plusieurs façons afin de produire des timbres riches et complexes.
- DCO : 2 par voix. Formes d'ondes : dent de scie, impulsion, rectangle, bruit blanc.
- LFO : sinusoïde, rectangle ou aléatoire. Assignable indépendamment pour moduler la fréquence des DCO et celle du VCF.
- Filtre : passe-bas VCF 24db/oct, plus un filtre passe-haut HPF à trois positions.
- Enveloppes : 2 enveloppes ADSR pouvant moduler la fréquence de chaque DCO, la balance entre les DCO 1 et 2 dans le mixeur, le VCF et le VCA. Un réglage de vélocité pour l'intensité de modulation des enveloppes est disponible dans chaque section (DCO, Mixer, VCF et VCA) ce qui fait du JX un instrument potentiellement expressif. Le VCA peut être modulé par l'enveloppe 2 ou une troisième enveloppe simplifiée nommée gate.
- Chorus analogique stéréo à deux positions.

## Artistes ayant utilisé le JX-8P
- Europe : notamment le fameux son de cuivre dans The Final Countdown, doublé avec un Yamaha TX-816
- Gold
- Jean Michel Jarre : dans l'album Rendez-vous
- Bronski Beat
- Depeche Mode
- The Cure
- Gary Numan
- Orchestral Manoeuvres in the Dark
- Arnaud Rebotini
- Starship
- Partenaire particulier